# 彼得·戈德赖希
彼得·戈德赖希（德語：Peter Goldreich，1939年7月14日—），男，美国天体物理学家，研究领域侧重于天体力学、行星环、 日震学和中子星。他目前是加州理工学院的李·阿尔文·杜布里奇天体物理学和行星物理学教授。 自2005年以来，他还担任了普林斯顿高等研究院的教授。小行星3805 戈德赖希以他的名字命名。